# めちゃ婚!
『めちゃ婚!』（めちゃこん）は、2011年4月8日にonomatope*より発売された18禁のパソコンゲーム（アダルトゲーム）ソフトである。

## ストーリー
少子化に悩む日本政府は、「一定以上の財産を持つ者は、複数の配偶者を持ち、多数の子をもうけることが義務である」という一夫多妻制強要政策を施行した。それから10年、この政策は当初こそ批判はあったものの社会に定着し、一夫多妻も多く見られるようになった。
彼女もいない学生だった主人公は、ある日莫大な遺産を相続し、大企業のオーナーに就任する。一夫多妻義務の対象となった主人公は、幼馴染や学校のクラスメイト、後輩といった身近な女の子たちに次々とプロポーズし、5人の新妻たちと新たな家庭を作っていくことになる。

## 登場人物
各人の名前は、「日本の島名」（例：佐渡＝佐渡ヶ島）と植物（及び植物に関する言葉）からとられている。
桜島春木（さくらじま はるき）
主人公。両親を交通事故で亡くしたために大企業のオーナーとなった。学者でもあった両親の影響を強く受けており、化学系の特許を所得するほどの能力を持っている。
淡島茜（あわしま あかね）
声：姫川あいり
春木の幼馴染。自分の気持ちよりも周囲の人間の幸福を優先する傾向がある。春木が最初に妻に選んだ女性。
佐渡咲（さわたり さき）
声：みる
春木のクラスメイト。学園のアイドル的存在で、実は春木に恋しているが想いを素直に出せない、いわゆる「ツンデレ」。茜の親友で、茜を妻にするなら自分もと春木に迫って妻となる。
あらゆることに対して平均以上の成果を出すが、ずば抜けて得意なものがないことについて悩んでいる。
神島楓（かみしま かえで）
声：夏野こおり
春木の後輩。図書委員。奥ゆかしい性格で、感情をあまり表に出さない。密かに恋していた春木に思いを伝えて妻となる。
早くに両親を亡くして祖母に育てられたため、遠慮しがちなところがあり、読書を趣味としているのも支出を抑えられるからという理由に由来する。
桜島萌（さくらじま もえ）
声：かわしまりの
春木の従姉で、相続した大企業の前社長（春木の父親）の秘書。現在はまだ経営に不慣れな春木に代わり、実質的に会社を取り仕切っている。春木との関係は幼い頃から深く、公私共に関係の深い存在になりたい、と妻になる。
八丈椿（やたけ つばき）
声：新堂真弓
春木のネットゲーム仲間。親友と言っていい間柄だが、お互いにリアルでの面識がなく、春木には男と思われていた。重度のネット中毒でひきこもりだが、デイトレードなどで若くして莫大な財産を築いている。複数の妻を迎えた春木のもとへ押しかける形で、強引に妻となる。

## スタッフ
- 原画 - 成沢空、蒔田真記、瑠奈璃亜
- シナリオ - 紫苑憧朋香、武藤礼恵
- ムービー - どせい

## 主題歌
オープニングテーマ「LOVE*V」
歌：新堂真弓&みるく / 作詞：新堂真弓 / 作曲：Dee!（俺++）
桜島萌エンディングテーマ「with.」
歌・作詞：築山さえ / 作曲：きくお（AVSS）
淡島茜エンディングテーマ「道」
歌・作詞：みるく / 作曲：fine chemical
佐渡咲エンディングテーマ「不器用×Smile」
歌：黒崎朔夜 / 作詞：平瀬まり（Je Bats） / 作編曲：葵（Je Bats）
神島楓エンディングテーマ「Monologue」
歌・作詞：桜ふみ / 作曲:pirochi@re-birth
八丈椿エンディングテーマ「レンアイFTG 〜true end〜」
歌・作詞：オリヒメヨゾラ / 作曲：小池雅也 / 編曲：ケニーK、ジルブラッド

## 開発

### キャラクター構築
本作の各ヒロインの原画は複数の人物によって行われた。茜と萌の原画を担当した成沢空は、Game-Styleとのインタビューの中で、「茜はメインヒロインらしさを出そうとするあまりデザインの決定に苦労した」と述べている。
椿の原画を担当した瑠奈璃亜は、前述のインタビューの中で、「他の原画家のデザインは可愛さを押し出していたので、可愛さよりもエロさを押し出したら合同絵で合わせるのが思った以上に大変だった」と振り返っている。
椿の初期デザインは「こてこてしたゴシック衣装を身にまとった白髪の少女」というものだったが、瑠奈璃亜の要望により黒髪のツインテールに変更され、髪形に合わせる形で衣装も甘ロリに変更された。
咲と楓の原画を担当した蒔田真記は、前述のインタビューの中で「主人公と同級生のお嫁さんということでかわいらしくすることを意識した」と述べている。

## スマートフォン版
DMM.R18からスマートフォン用にオンラインゲームとして移植されたが2014年8月29日にサービス終了している。